# آسیاب گرمز
آسیاب گرمز مربوط به سده‌های ۶–۵ ه‍.ق است و در شهرستان بهبهان، بخش مرکزی، دهستان حومه، ۲ کیلومتری جنوب روستای گرمز، محوطه آقا پیر حیدر واقع شده و این اثر در تاریخ ۱ مرداد ۱۳۸۶ با شمارهٔ ثبت ۱۹۲۶۵ به‌عنوان یکی از آثار ملی ایران به ثبت رسیده است.